# 다하우

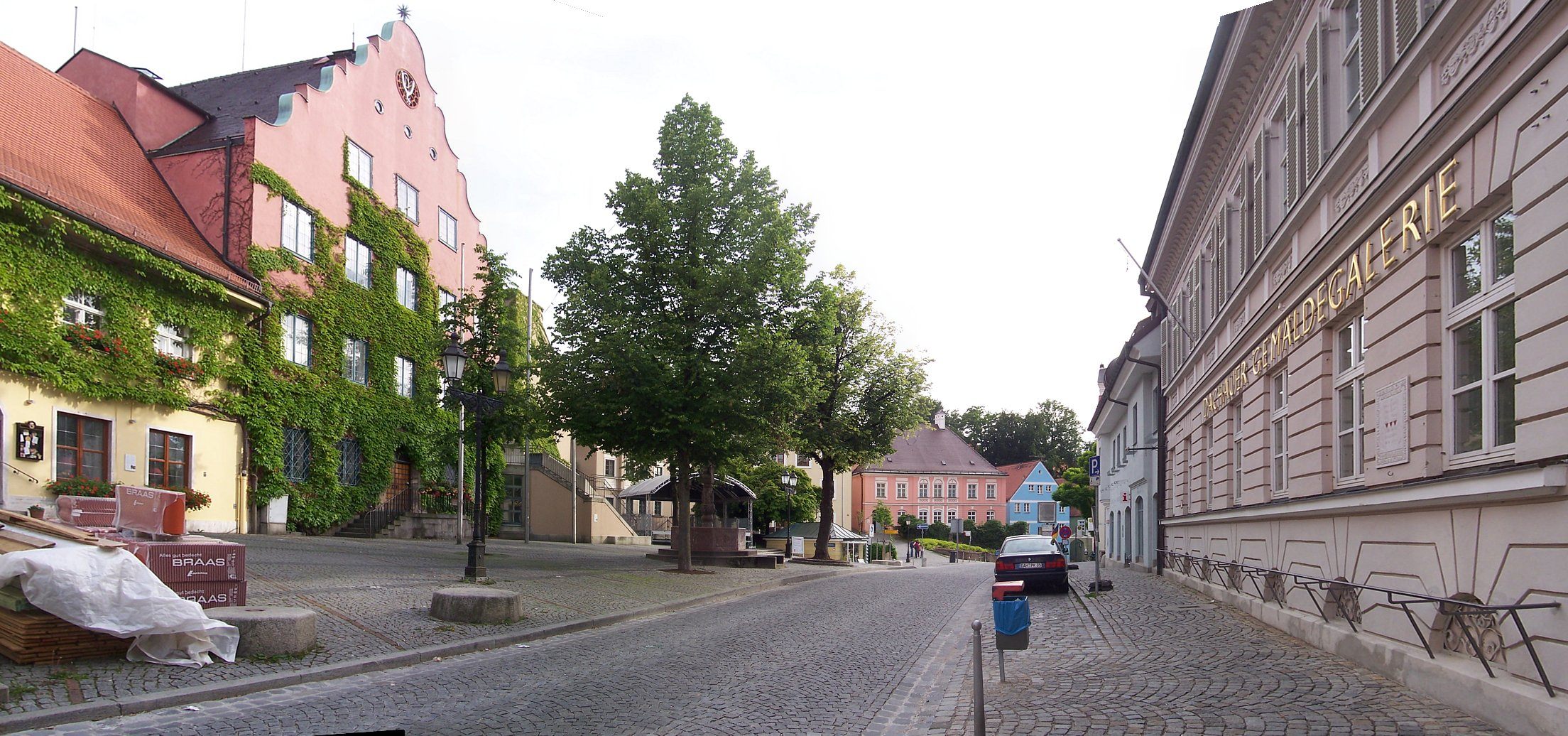
다하우 시가지

다하우(독일어: Dachau)는 독일 바이에른주에 위치한 도시로 면적은 34.85km2, 인구는 43,255명(2011년 12월 31일 기준), 인구 밀도는 1,241명/km2, 높이는 482m이다. 뮌헨에서 북서쪽으로 약 20km 정도 떨어진 곳에 위치하며 행정 구역상으로는 오버바이에른 현에 속한다.
9세기 초반 문헌에 처음으로 등장했으며 19세기 말부터 20세기 초반까지는 수많은 예술가들이 살던 곳으로 성장했다. 1933년 나치 정권이 수립된 뒤부터 다하우 강제 수용소가 건설되었고 이 곳에 수감된 많은 죄수들이 목숨을 잃었다. 수감된 죄수 가운데 살해당한 죄수는 25,613명에 달하며 보조수용소에서도 약 10,000명 이상에 달하는 죄수들이 살해당한 것으로 추정된다.

시 문장

## 자매 도시
- 오스트리아 클라겐푸르트
- 이탈리아 폰디

## 사진

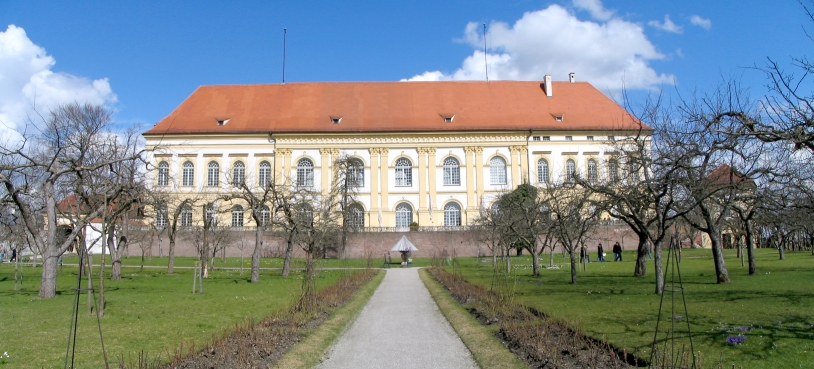
다하우 성
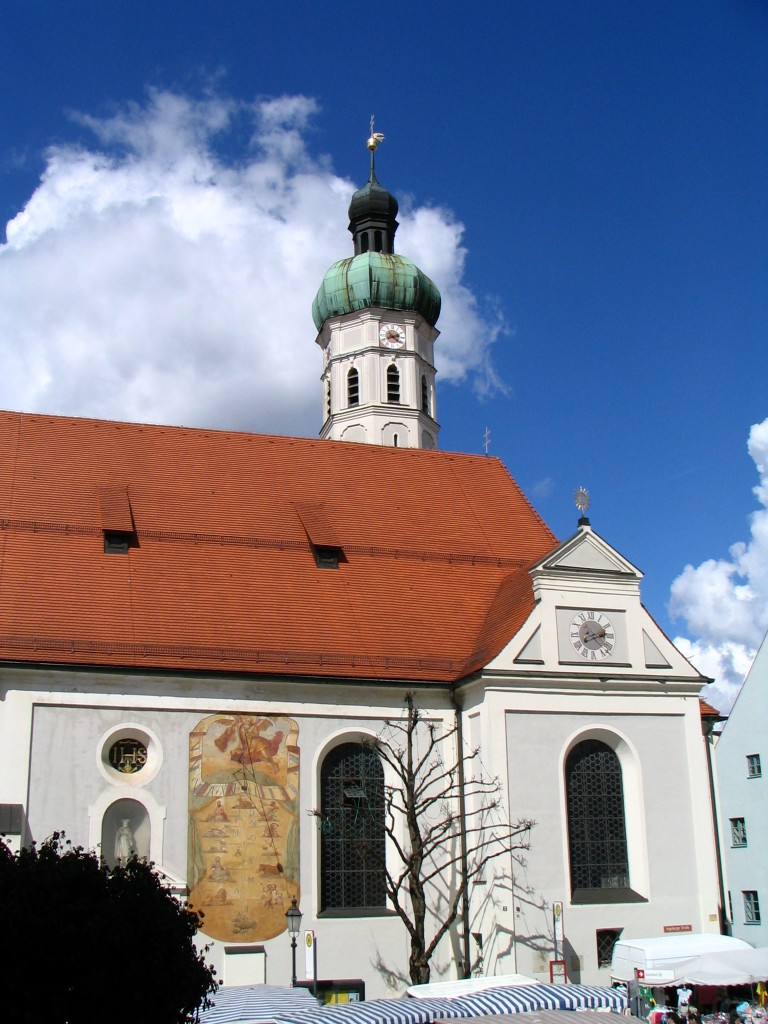
다하우 성 야고보 교회
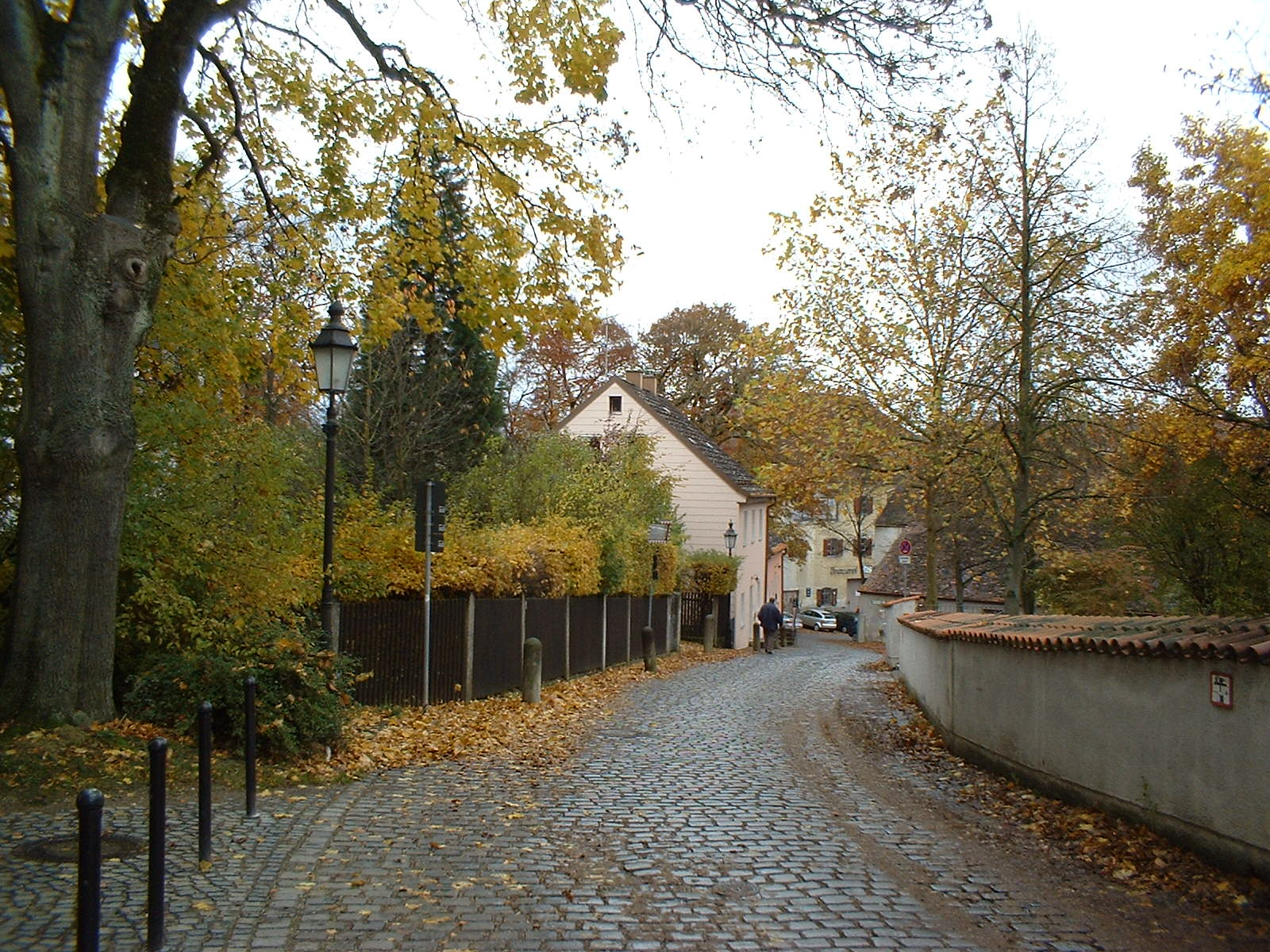
다하우의 가을 풍경 (2002년 촬영)